# Alabama
|  | Per a altres significats, vegeu «Alabama (desambiguació)». |

Alabama és un estat dels Estats Units d'Amèrica a la regió sud del país, la capital és la ciutat de Montgomery. Limita al nord amb Tennessee, a l'est amb Geòrgia, al sud amb el golf de Mèxic i Florida, a l'oest amb l'estat de Mississipi. En relació als altres estats, Alabama ocupa el trentè lloc en superfície terrestre, i el segon lloc en la mida de les vies fluvials internes. Es troba a més, en el 24è lloc en població, arribant gairebé als 4,9 milions d'habitants l'any 2017. L'estat rep el nom del riu Alabama, que el travessa fins a desembocar a prop de Mobile. La paraula "Alabama" prové de la tribu choctaw que va habitar el territori en temps antics, aquests s'autoanomenaven "alibamu".

## Geografia
Alabama es localitza al sud-est dels Estats Units. El seu accés al mar es restringeix a 84 km de costa, on se situa el seu únic port, a la badia de Mobile. L'alçada mitjana de l'estat és de 150 m el punt més alt se situa a la muntanya Cheah, de 734 m, a les muntanyes Apalatxes, al nord-est de l'estat.
Amb una superfície equivalent a una quarta part de la península Ibèrica aproximadament, a Alabama es distingeixen diverses regions naturals: els contraforts orientals de les muntanyes Apalatxes, que formen la Gran Vall i que ocupa gran part d'Alabama, la franja de terra argilosa i molt fèrtil, anomenada Black Belt (Cinturó Negre), que s'estén al llarg de la part central i cap a l'oest de l'estat, el pla costaner del Golf de Mèxic, format de dipòsits fluvials, l'altiplà de Piedmont, al nord, amb valls fèrtils de gres i pedra calcària, i l'altiplà Cumberland, que forma part de la regió de la vall del riu Tennessee.

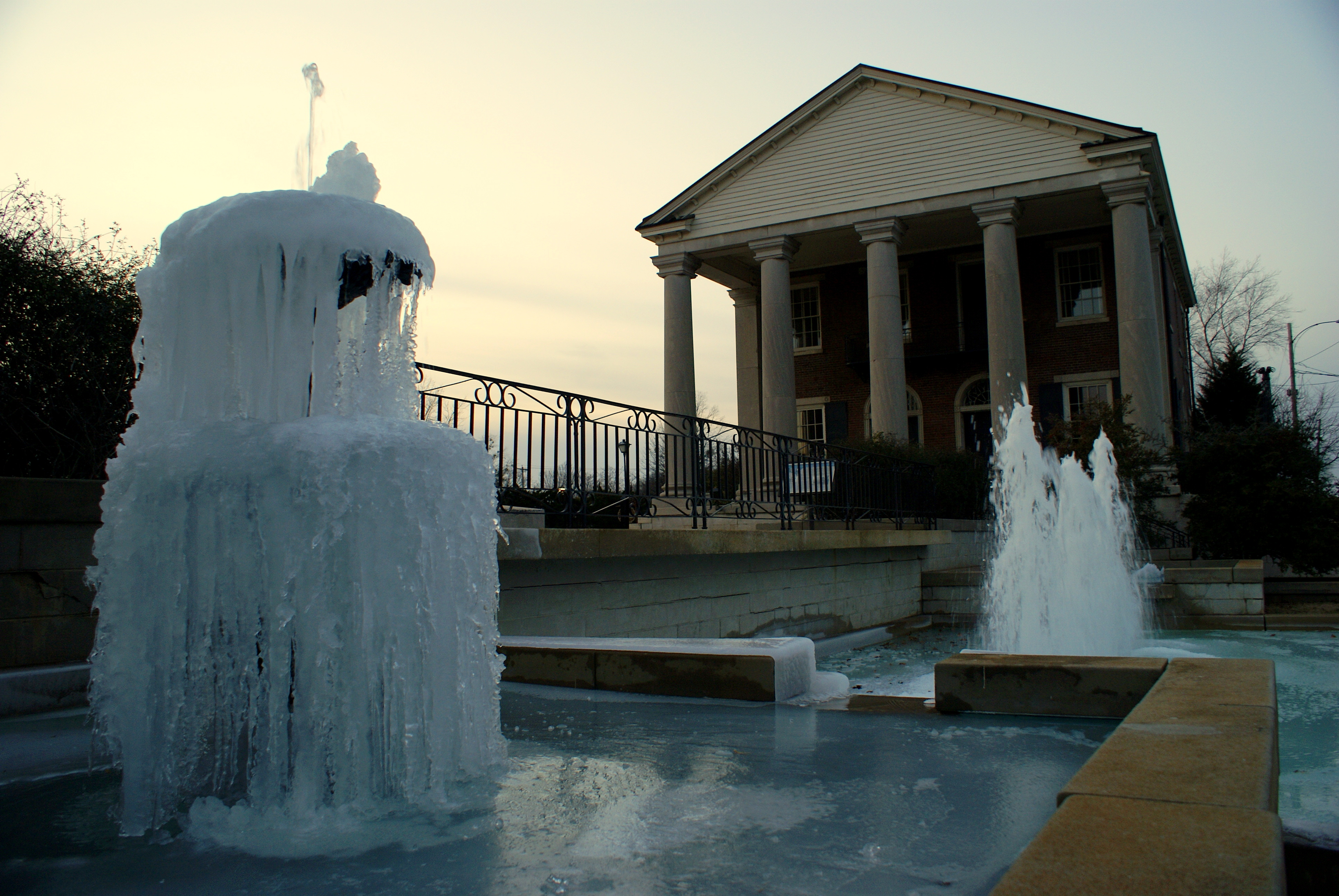
Encara que els hiverns a l'estat són en general lleus, la congelació nocturna es presenta amb freqüència en el nord d'Alabama. Això s'observa en aquesta imatge presa en l'Estat Old Bank a Decatur a principis de gener.

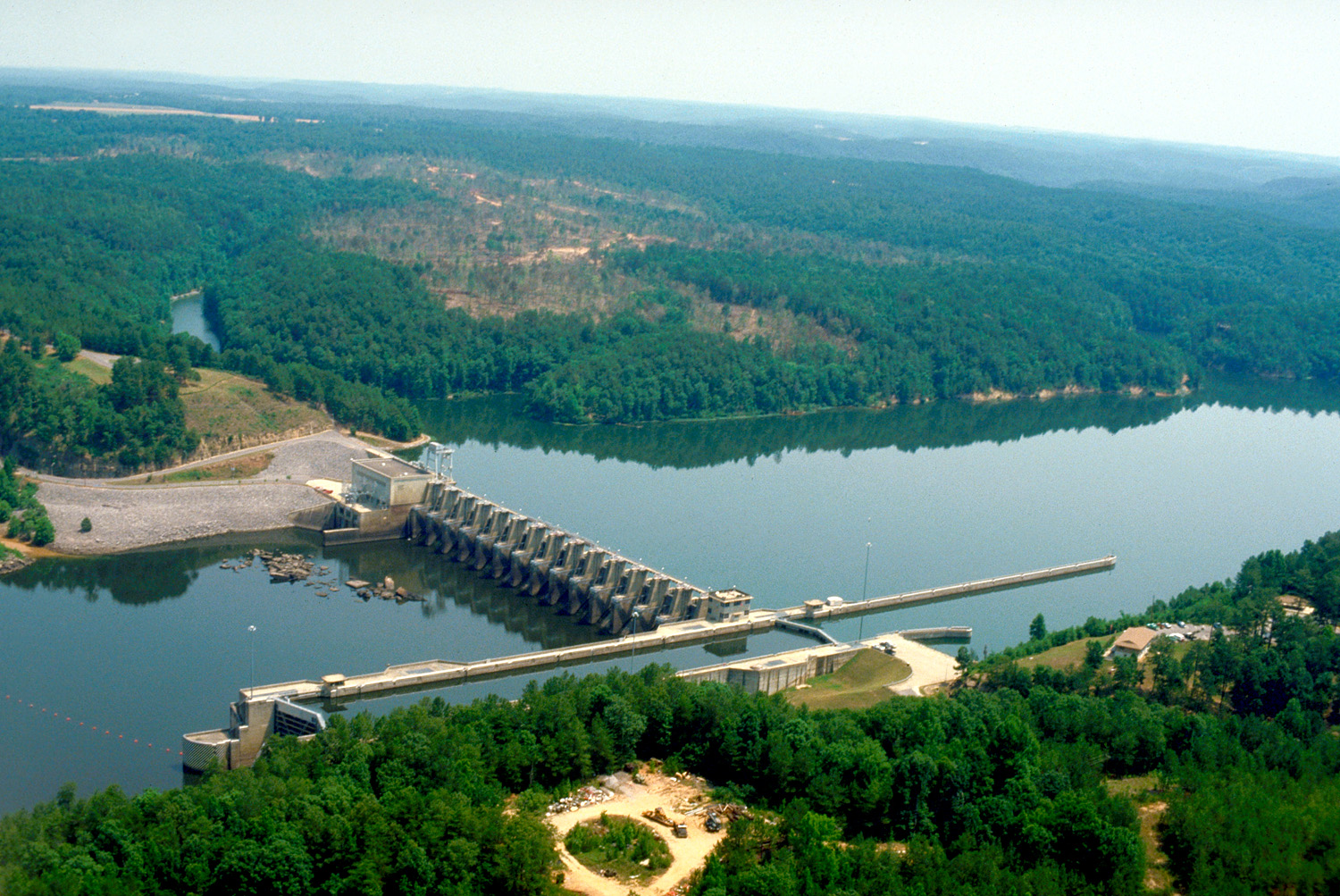
Vista aèria de la presa al riu Black Warrior al Comtat de Tuscaloosa, Alabama, EUA

Alabama compta amb una extensa xarxa hidrogràfica, en gran part navegable. Els sistemes principals són el Warrior-Tombidge i el format pels rius Coos-Tallapoosa-Alabama-Mobile. Per terres d'Alabama també hi discorren el riu Tennessee i el riu Chattahoochee. Amb excepció del riu Tennessee i tributaris, tots els corrents fluvials desemboquen al golf de Mèxic. L'estat no té llacs naturals d'importància, però sí preses construïdes durant els anys 30 durant el New Deal per la Tennessee Valley Authority i per l'Alabama Power Company. Entre aquests llacs artificials, destaquen els construïts en el riu Tennessee (Guntersville, Wheeler i Wilson) i els que han utilitzat les aigües dels rius Coos (llac Weiss) i Chattahoochee (Reserva Walter F. George). El 65% de l'estat està cobert per boscos (3% d'aquest territori està protegit pel govern), on creixen sobretot roures, pins, magnòlies, xiprers i nogueres. Aquesta enorme riquesa forestal ha convertit aquest recurs en un dels pilars de l'economia de l'estat.
Els recursos miners en aquest estat es localitzen fonamentalment a la zona central i nord, especialment en l'àrea de Birmingham, on es troben jaciments de carbó i mineral de ferro. Les majors mines de carbó s'exploten en Warrior, Cahaba i Coos. Així mateix, hi ha formacions de marbre (en els comtats de Talladega i Coos), i dipòsits de petroli, explotats comercialment, al comtat de Choctaw, al sud-est. Alabama també és ric en bauxita, manganès, mica, grafit i argila.
L'estat gaudeix d'un clima temperat, amb temperatures mitjanes de 26 °C al juliol (si bé a vegades s'arriba als 38 °C), i 7 °C al gener. La temperatura mitjana anual és de 18 °C, encara que en els comtats muntanyosos del nord la temperatura mitjana anual és més baixa que a la zona costanera. La precipitació mitjana anual és de 1420 mm, i es localitzen la major part de les pluges a la zona del Golf, i sobretot en els mesos d'estiu (1650 mm). Al nord i centre de l'estat, les precipitacions es produeixen a la primavera i hivern, i només ocasionalment en forma de neu a la zona més septentrional. Durant setembre, octubre i novembre, les pluges escassegen a tot l'estat. Donada la seva situació geogràfica, Alabama està exposada a l'acció d'huracans durant els mesos d'estiu.

### Comtats
L'estat d'Alabama consta de seixanta-set comtats (igual que Florida). El més antic és el comtat de Washington, creat el 4 de juny de 1800, mentre que el més recent és el comtat de Houston, creat el 9 de febrer de 1903. El de major superfície és el Comtat de Baldwin 4.135 km² i el de més població el Comtat de Jefferson 662.047 hab.

## Població
D'acord amb les dades de l'Oficina del Cens dels Estats Units, la població total de l'estat és de 4.874.747 habitants, amb una taxa de creixement anual de 0,3%. El 22,6% dels residents d'Alabama són menors de 18 anys, i el 16,1% han complert els 65 anys. L'índex de mortalitat infantil és d' 1,05%, molt per sobre de l'índex dels Estats Units, la qual cosa el converteix en el segon estat amb pitjors xifres en aquest aspecte.
La població urbana d'aquest estat es xifra en el 67,7% (1996), per sota del nivell nacional (79,9%). El procés d'urbanització d'Alabama es va accelerar a partir dels anys 60, quan va començar a emigrar la població de les zones rurals (sobretot del Black Belt) cap als estats del nord i els centres industrials. La població va tendir a concentrar-se en 10 dels 67 comtats de l'estat, donat el creixement progressiu de les ciutats i suburbis de Birmingham, Mobile, Gadsden, Florence, Montgomery i Huntsville.
| Rànquing | Ciutat         | Població (2016) | Comtat            |
| -------- | -------------- | --------------- | ----------------- |
| 1        | Birmingham     | 212,157         | Jefferson         |
| 2        | Mobile         | 200,022         | Montgomery        |
| 3        | Huntsville     | 193,079         | Madison Limestone |
| 4        | Mobile         | 192,904         | Mobile            |
| 5        | Tuscaloosa     | 99,543          | Tuscaloosa        |
| 6        | Hoover         | 84,978          | Jefferson Shelby  |
| 7        | Dothan         | 68,468          | Houston           |
| 8        | Auburn         | 63,118          | Lee               |
| 9        | Decatur        | 55,072          | Morgan Limestone  |
| 10       | Madison        | 47.959          | Madison Limestone |
| 11       | Florence       | 39.959          | Lauderdale        |
| 12       | Phenix City    | 37.132          | Russell           |
| 13       | Gadsden        | 35.837          | Etowah            |
| 14       | Prattville     | 35.606          | Autauga           |
| 15       | Vestavia Hills | 34.688          | Jefferson         |

Amb una força laboral de 2,17 milions de persones, el seu nivell d'atur és baix, ja que Alabama té una taxa d'atur de 4,8% (1999). Els ingressos mitjans anuals per capita se situen en 19.026 $ (1998), i per unitat familiar en 36.266 $, uns 2.500 dòlars per sota de la mitjana nacional. L'índex de població que viu per sota de l'índex de pobresa és d'un 14,5%, el que el converteix en el tretzè estat menys afavorit en aquest aspecte, tot i que la situació millora, ja que el 1990 ocupava el cinquè lloc.
Des del punt de vista racial, Alabama es compon d'un 65,8% de blancs; 26,8% negres, el 0,7% indis nord-americans, i 1,4% d'origen asiàtic o del Pacífic. La població classificada com hispana és del 4,2% de la població. En aquest grup, els hispans d'origen mexicà i porto-riquenys són la majoria.

### Religió
| Affiliation                                        |     |
| -------------------------------------------------- | --- |
| Cristians                                          | 86  |
| Protestants                                        | 78  |
| Protestants evengèlics                             | 49  |
| Protestants Tradicionals                           | 13  |
| Església negra                                     | 16  |
| Catòlics                                           | 7   |
| Església de Jesucrist dels Sants dels Darrers Dies | 1   |
| Testimonis de Jehovà                               | <1  |
| Ortodoxos                                          | <1  |
| Altres Cristians                                   | <1  |
| No afiliats                                        | 12  |
| Cap religió en particular                          | 9   |
| Agnòstics                                          | 1   |
| Ateus                                              | 1   |
| Religions no cristianes                            | 1   |
| Jueus                                              | <1  |
| Musulmans                                          | <1  |
| Budistes                                           | <1  |
| Hinduistes                                         | <1  |
| Altres religions                                   | <1  |
| NS/NC                                              | 1   |
| Total                                              | 100 |

## Economia
Els terrenys sedimentaris (margues, argiles, calcàries) permeten un gran desenvolupament agrícola. Tradicionalment, el cotó era la primera font de riquesa de l'estat, però el 1915 una epidèmia obligà a diversificar els conreus (cereals, soia, horta, cacauets, pastures i boscs). Té una gran ramaderia bovina i porcina. Els jaciments de ferro i de carbó del nord de l'estat han estat la base de la industrialització, centrada en la siderúrgia i la metal·lúrgia de Birmingham. Posteriorment, l'energia barata obtinguda amb la instal·lació de plantes hidroelèctriques afavorí el creixement d'altres branques (maquinària, plàstics, tèxtils, química, etc.). Hi ha un complex de centrals nuclears a Bellefonte i un centre de recerca i indústria espacial a Huntsville.

### Agricultura
La producció agrícola d'Alabama inclou aviram i ous, bestiar, peix, vivers de planta, cacauets, cotó, grans com blat de moro i sorgo, verdures, llet, soja, i préssecs. Tot i que el sobrenom d'Alabama és "L'Estat del Cotó", Alabama es troba entre vuitè i desè lloc en producció de cotó nacional, segons diversos informes, Texas, Geòrgia i Mississipi que comprenen la part superior del rànquing.

### Xarxa de comunicacions
Alabama disposa d'una extensa xarxa de comunicacions terrestres i fluvials, amb més de 7.000 km d'autopistes. Així mateix, disposa de 121 aeroports públics, cinc d'ells oberts a vols comercials. L'únic port marítim d'Alabama és el de Mobile, amb capacitat per albergar 35 vaixells al mateix temps.

## Història

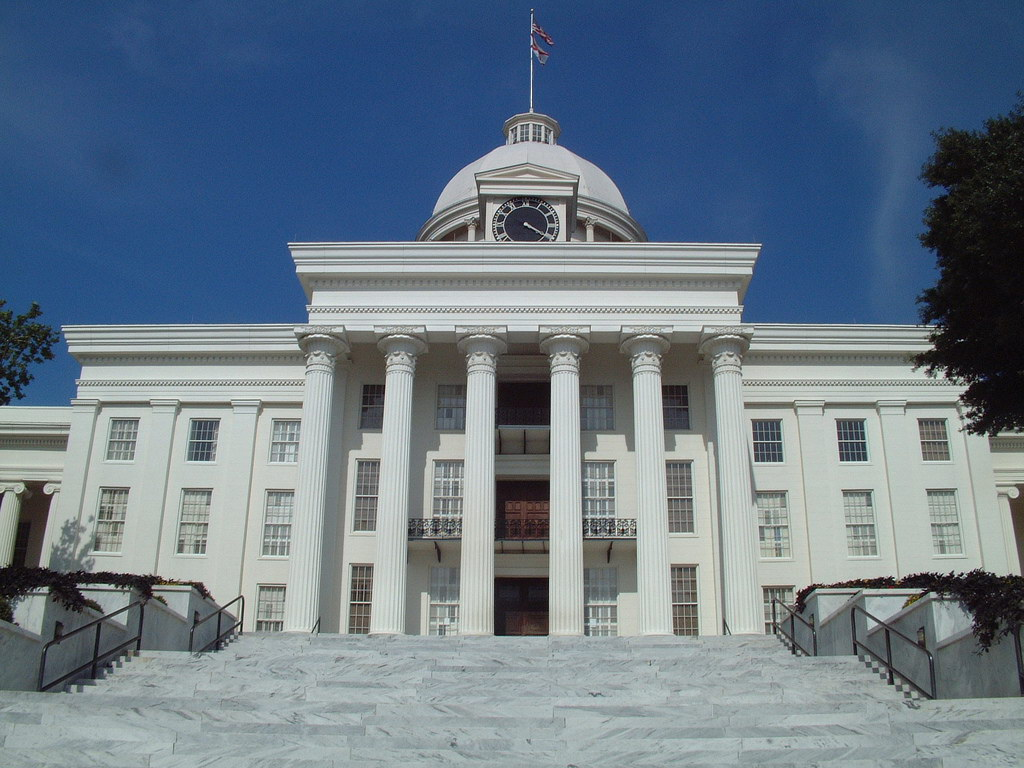
Capitoli de l'estat d'Alabama a la ciutat de Montgomery.

El territori que avui ocupa l'estat d'Alabama va estar habitat pels indoamericans de les tribus cherokee, creek, choctaw i chickasaw. Després dels descobriments de Juan Ponce de León i Alvaro Núñez Cabeza de Vaca tot l'actual sud-est dels Estats Units va ser anomenat La Florida (incloent-hi els actuals estats de Florida, Geòrgia, Carolina del Sud, Carolina del Nord, Mississipi i Alabama). La primera expedició que es va endinsar a Alabama va ser l'espanyol d'Hernando de Soto, el 1540, que es va enfrontar als nadius dirigits per Tascalusa a la batalla de Maubila. En aquestes hostilitats, segons les cròniques, van morir 2.500 indígenes aproximadament. Guido de las Bazares explorar la costa el 1558, però va ser Tristan de Luna que va intentar crear el primer assentament permanent a la badia de Mobile. Aquest establiment va fracassar, després de ser destruït per un huracà.
Més d'un segle després, el 1701, van ser els francesos els que es van endinsar en el territori per crear Fort Louis de la Mobile. A aquest assentament van seguir altres forts a prop dels corrents fluvials. França va consolidar el centre de la colònia de Louisiana a Mobile, fins que la capital d'aquesta colònia es va traslladar el 1722 a Nova Orleans. El port estratègic de Mobile, i les terres de l'interior d'Alabama, va ser cobejat per francesos, espanyols i anglesos. Per això, el 1763 els anglesos van aconseguir obtenir pel tractat de París (que va donar per finalitzada la Guerra dels Set Anys) les terres d'Alabama, com a part de la Florida Occidental, una de les dues províncies en va quedar dividida l'antiga colònia espanyola de Florida.

### Revolució nord-americana
Durant la Revolució nord-americana, Espanya amb un exèrcit al comandament de Bernat de Gálvez va recuperar per a Espanya la Florida Occidental i l'Oriental. El 1798 el territori al nord del paral·lel 32 ° N va formar part de l'anomenat Territori de Mississipi, administrat pel Congrés dels Estats Units. El 1813 els indígenes creek i els mixogènics seminoles (molt hispanitzats en aquella època) es van revoltar, però van ser derrotats per Andrew Jackson a la batalla de Horseshoe Bend; aquest triomf va donar a Jackson prestigi en la seva carrera cap a la presidència dels Estats Units.
El 3 de març de 1817, el Territori de Mississipi fou dividit, i la part est es va convertir en el Territori d'Alabama. L'agost de 1819 quan Espanya arran del Tractat Onís-Adams va cedir tot el territori als Estats Units, Alabama va adoptar la constitució per convertir-se en estat i el 14 de desembre d'aquell any va ser admès com el Vint estat de la Unió.
La capital d'Alabama es va fixar en Huntsville, però el 1820 es va traslladar a Cahaba, tot i que el 1826 es va canviar a Tuscaloosa per evitar les freqüents inundacions. L'economia d'aquesta època es basava en l'agricultura (cotó) i la ramaderia, però van ser freqüents les disputes polítiques entre els petits grangers dels turons (que vivien del cultiu del blat de moro, verdures, sorgo i del bestiar boví i porcí), i els propietaris de les plantacions de cotó del sud, que havien aconseguit aprofitar els avantatges de les fèrtils terres de la vall (zona coneguda com a Cinturó Negre, o Black Belt), i de les comunicacions fluvials. Encara que només l'1% dels colons blancs posseïen grans plantacions, controlaven la política de l'estat. Per això, l'11 de gener de 1861 Alabama es va declarar part de la Confederació, i va convidar a altres estats del Sud a enviar delegats a una convenció a Montgomery. El 8 de febrer de 1861 es van crear els Estats Confederats d'Amèrica, amb capital a Montgomery, encara que el maig de 1861 es va traslladar a Richmond, Virginia.

### Guerra civil
La batalla més gran que es va lliurar a Alabama durant la Guerra de Secessió va ser el 1864, quan l'almirall David G. Farragut va atacar la badia de Mobile. Un any més tard, les tropes federals van devastar Tuscaloosa, Selma i Montgomery. Després de la guerra, Alabama es va reintegrar a la Unió el 25 de juny de 1868. El període de Reconstrucció després de la guerra va durar vuit anys, durant els quals la política d'Alabama va seguir controlada per exconfederats. No obstant això, la fi de la guerra va suposar el declivi de les ciutats del sud (Mobile, Montgomery, Huntsville i Tuscaloosa) i l'auge de les noves poblacions del nord, gràcies a les riqueses mineres de Jones Valley i la construcció del ferrocarril. Ja a finals del segle xix, Birmingham, que va sorgir després de la guerra, va esdevenir la ciutat més important de l'estat i el 1920 en la tercera ciutat més industrialitzada del sud dels Estats Units.

### Racisme

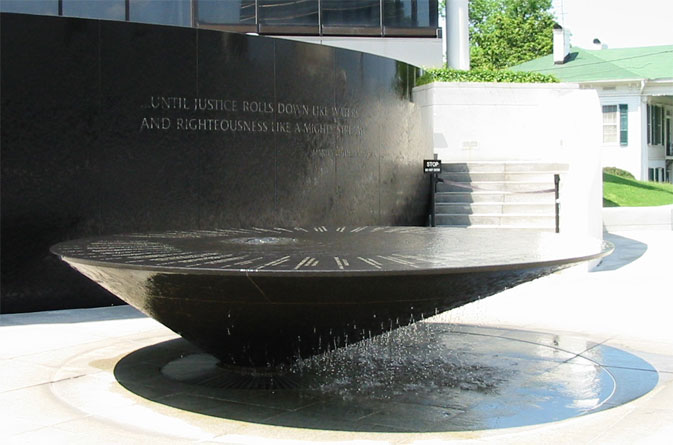
Memorial dels drets civils a Montgomery

Després de la Segona Guerra Mundial, el 1946 va ser elegit governador Jim Folsom, que va tractar de dur a terme una política populista progressista amb l'aliança dels sectors més desfavorits, tant blancs com negres. Anys més tard, el 1960 durant la campanya per governador de George C. Wallace, aquest prometia que la segregació continuaria, tot i la forta pressió que s'estava realitzant a la resta del país per dur a terme la reforma dels drets civils. Davant d'aquesta posició, Martin Luther King va encapçalar el 1963 la protesta de boicot al sistema de transport públic de Montgomery, que mantenia un sistema de seients segregats per blancs i negres. L'empresonament de Martin Luther King i les imatges que la televisió va transmetre de la brutal repressió a Birmingham duta a terme pel cap de policia "Bull" Connor, van accelerar el 1965 la discussió de la Llei de Drets Civils que hauria d'acabar amb la segregació legal als Estats Units.
El 1982, Oscar Adams va ser elegit com a jutge de la Cort Suprema de l'Estat d'Alabama, de manera que es convertia en el primer negre que aconseguia ocupar un càrrec d'aquesta categoria en aquest estat. A partir dels anys 80, nombrosos negres han estat elegits xèrifs, representants al Congrés i alcaldes a les ciutats més importants d'Alabama, inclosa Birmingham.
Els últims governadors de l'estat han estat James E. Folsom Cullman (1993-1995), que va prendre el poder després de la destitució de Guy Hunt per violació del codi ètic, Forrest "Fob" James Lee (1995-1999), i Don Siegelman, del Partit Demòcrata, elegit per al càrrec fins a l'any 2003.

## Àrees protegides
- Parc Militar Nacional de Horseshoe Bend[5]
- Reserva Nacional del Canyó del Riu Little[6]
- Monument Nacional de la Cova de Russell[7]
- Lloc Històric Nacional dels Aviadors de Tuskegee[8]
- Lloc Històric Nacional de l'Institut de Tuskeegee[9]

## Govern estatal
El document fundacional d'Alabama és la Constitució d'Alabama que consta de més de 310.000 paraules, i actualment és de les constitucions més llargues del món. El govern d'Alabama està dividit en tres branques. El poder legilatiu està format per la Legislatura d'Alabama, que aquesta està dividida entra la Cambra de Representants (cambra baixa) amb 105 membres i el Senat (cambra alta) amb 35 membres. Actualment les dues cambres estan controlades pel Partit Republicà.